# Aeroportul Manitouwadge
Aeroportul Manitouwadge (IATA: YMG, ICAO: CYMG) este un aeroport din Ontario, Canada.
Situat la o altitudine de 365 m, aeroportul dispune de o singură pistă.